# Megapsyrassa testacea
Megapsyrassa testacea là một loài bọ cánh cứng trong họ Cerambycidae.